# Eohyllisia
Eohyllisia is een kevergeslacht uit de familie van de boktorren (Cerambycidae). De wetenschappelijke naam van het geslacht werd voor het eerst geldig gepubliceerd in 1942 door Breuning.

## Soorten
Eohyllisia omvat de volgende soorten:
- Eohyllisia albolineata Breuning, 1942
- Eohyllisia allardi (Breuning, 1958)
- Eohyllisia luluensis Breuning, 1948
- Eohyllisia strandi Breuning, 1943